# فهد الصحفي
فهد الصحفي لاعب كرة قدم سعودي ، يلعب كمدافع في نادي جدة.

## مسيرة اللاعب
لعب في الفئات السنية في النادي الأهلي ووقع مع نادي جدة في عام 2022.